# Třída Normandie
Třída Normandie byla plánovaná třída dreadnoughtů francouzského námořnictva z období první světové války. Celkem bylo rozestavěno 5 jednotek této třídy, během první světové války byla jejich stavba prakticky přerušena a po válce zrušena. Pouze prototypové plavidlo Béarn bylo dokončeno jako stejnojmenná letadlová loď.

## Stavba
Celkem byla v letech 1912–1913 objednána stavba pěti jednotek této třídy. Konstrukce vycházela ze třídy Bretagne, přičemž jako vůbec první bitevní lodě měly nést čtyřdělové věže. Všechny byly rozestavěny v letech 1913–1914. Každou stavěla jiná francouzská loděnice: Société Nouvelle des Forges et Chantiers de la Méditerranée v La Seyne-sur-Mer, Arsenal de Brest v Brestu, Arsenal de Lorient v Lorientu, Forges et Chantiers de la Gironde v Bordeaux a Ateliers et Chantiers de Penhoët v Saint-Nazaire. Po vypuknutí války byla stavba pozastavena. Po skončení války bylo plánováno dokončit plavidla ve vylepšené podobě. Na základě dohod uzavřených na Washingtonské konferenci bylo od dokončení upuštěno a rozestavěná plavidla byla sešrotována. Pouze Béarn byla dokončena jako letadlová loď.
Jednotky třídy Normandie:
| Jméno     | Loděnice                               | Založení kýlu | Spuštěna    | Vstup do služby | Poznámka                           |
| --------- | -------------------------------------- | ------------- | ----------- | --------------- | ---------------------------------- |
| Béarn     | Forges et Chantiers de la Méditerranée | leden 1914    | duben 1920  | –               | Dokončen jako letadlová loď Béarn. |
| Flandre   | Arsenal de Brest                       | říjen 1913    | říjen 1914  | –               | Stavba zrušena, sešrotována.       |
| Gascoigne | Arsenal de Lorient                     | říjen 1913    | září 1914   | –               | Stavba zrušena, sešrotována.       |
| Languedoc | Forges et Chantiers de la Gironde      | duben 1913    | květen 1916 | –               | Stavba zrušena, sešrotována.       |
| Normandie | Ateliers et Chantiers de Penhoët       | duben 1913    | září 1914   | –               | Stavba zrušena, sešrotována.       |

## Konstrukce

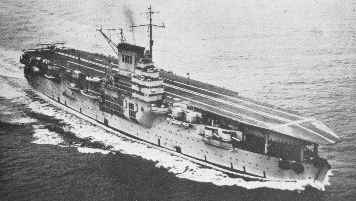
Letadlová loď Béarn

Výzbroj tvořilo dvanáct 340mm kanónů ve třech čtyřdělových věžích. Jedna byla na přídi, druhá uprostřed nástavby a poslední na zádi. Doplňovalo je dvacet čtyři 139mm kanónů, šest 47mm kanónů a šest 450mm torpédometů. Pohonný systém jednotlivých plavidel kombinoval kotle, turbíny a parní stroje různých typů. V případě Béarn jej tvořilo 21 kotlů Niclausse a čtyři turbíny Parsons o výkonu 32 000 shp, pohánějící čtyři lodní šrouby. Nejvyšší rychlost dosahovala 21 uzlů. Plánovaný dosah byl 6500 námořních mil při rychlosti 12 uzlů.